# کریس وان هولن
کریس وان هولن (به انگلیسی: Chris Van Hollen) نمایندهٔ حوزه انتخابیه هشتم مریلند از حزب دموکرات ایالات متحده آمریکا در مجلس نمایندگان ایالات متحده آمریکا است که برای نخستین‌بار در ۳۰ ژانویه ۲۰۰۳ میلادی به‌عضویت این مجلس درآمد.او از مدافعان حقوق فلسطینیان است.
به مناسبت سی‌مین سالگرد برقراری روابط دیپلماتیک بین ارمنستان و ایالات متحده و به‌خاطر مشارکت قابل توجه در توسعه روابط ارمنستان و ایالات متحده، مدال مخیتار گش از سوی لیلیت ماکونتس، سفیر ارمنستان در واشینگتن به وی اهدا گردید.